# Zygophylax pseudafricanus
Zygophylax pseudafricanus är en nässeldjursart som beskrevs av Vervoort och Watson 2003. Zygophylax pseudafricanus ingår i släktet Zygophylax och familjen Lafoeidae. Inga underarter finns listade i Catalogue of Life.